# Keep Telling Myself It’s Alright
Keep Telling Myself It’s Alright – debiutancka płyta amerykańskiej grupy muzycznej Ashes Divide, wydana 8 kwietnia 2008 roku. Płyta od pierwszego dnia była dostępna zarówno w postaci CD-Audio jak i tylko cyfrowej do pobrania z Internetu. Płyta zadebiutowała na 36 miejscu amerykańskiej listy przebojów. Tytuł utrzymał się na tej liście zaledwie przez trzy tygodnie.

## Lista utworów
Autorem wszystkich utworów jest Billy Howerdel, chyba że napisano inaczej.
1. "Stripped Away" – 3:43
2. "Denial Waits" (Billy Howerdel/Paz Lenchantin)- 3:36
3. "Too Late" (Billy Howerdel/Johnette Napolitano) – 4:00
4. "Forever Can Be" – 4:48
5. "Defamed" – 3:39
6. "Enemies" – 3:18
7. "A Wish" – 2:53
8. "Ritual" – 3:56
9. "The Stone" – 3:49
10. "The Prey" – 4:27
11. "Sword" – 6:29
12. "Denial Waits" (Danny Lohner Remix) [iTunes Bonus Track] – 4:09
13. "Sword" (Danny Lohner Remix) [Bonus track w wydaniach spoza USA] – 3:34

## Twórcy
- Billy Howerdel − gitara, śpiew, keyboard, gitara basowa
- Josh Freese – perkusja
- Devo Keenan – wiolonczela
- Johnette Napolitano
- Matt Skiba
- Paz Lenchantin – gitara basowa
- Alan Moulder – Mixing[2]

## Single
| Rok  | Singel      | Lista                                     | Pozycja |
| ---- | ----------- | ----------------------------------------- | ------- |
| 2008 | "The Stone" | U.S. Billboard Hot 100                    | –       |
| 2008 | "The Stone" | U.S. Billboard Hot Mainstream Rock Tracks | 7       |
| 2008 | "The Stone" | U.S. Billboard Hot Modern Rock Tracks     | 10      |